# Mauritânia nos Jogos Olímpicos de Verão de 2012
Mauritânia enviou uma equipe de dois atletas para competir nos Jogos Olímpicos de Verão de 2012, em Londres, na Grã-Bretanha.

## Desempenho

### Atletismo(2 atletas)
Masculino
| Atleta          | Evento | Preliminares | Preliminares | Quartas | Quartas | Semifinais  | Semifinais  | Final       | Final       |
| Atleta          | Evento | Marca        | Posição      | Marca   | Posição | Marca       | Posição     | Marca       | Posição     |
| --------------- | ------ | ------------ | ------------ | ------- | ------- | ----------- | ----------- | ----------- | ----------- |
| Jidou El Moctar | 200 m  | 22s94        | 53º          |         |         | Não avançou | Não avançou | Não avançou | Não avançou |

Feminino
| Atleta     | Evento | Preliminares | Preliminares | Quartas | Quartas | Semifinais  | Semifinais  | Final       | Final       |
| Atleta     | Evento | Marca        | Posição      | Marca   | Posição | Marca       | Posição     | Marca       | Posição     |
| ---------- | ------ | ------------ | ------------ | ------- | ------- | ----------- | ----------- | ----------- | ----------- |
| Aicha Fall | 800 m  | 2m27s97      | 37º          |         |         | Não avançou | Não avançou | Não avançou | Não avançou |

Legenda
| Recorde mundial      | Recorde mundial (World record)               |                       | Recorde africano                      | Recorde africano (African) |                                           | Q | Classificado por posição (Qualified) |
| Recorde olímpico     | Recorde olímpico (Olympic record)            | Recorde da América    | Recorde da América (Americas)         | q                          | Classificado por melhor tempo (Qualified) |   |                                      |
| Melhor marca do ano  | Melhor marca do ano (World leading)          | Recorde asiático      | Recorde asiático (Asian)              | DNS                        | Não largou (Did not start)                |   |                                      |
| Recorde nacional     | Recorde nacional (National record)           | Recorde europeu       | Recorde europeu (European)            | DNF                        | Não terminou (Did not finish)             |   |                                      |
| Recorde pessoal      | Recorde pessoal do atleta (Personal best)    | Recorde da Oceania    | Recorde da Oceania (Oceania)          | DSQ / DQ                   | Desclassificado (Disqualified)            |   |                                      |
| Recorde da temporada | Recorde da temporada do atleta (Season best) | Recorde sul-americano | Recorde sul-americano (South America) | NM                         | Sem marca (No mark)                       |   |                                      |